# Карнавальная платформа
Карнавальная платформа — это украшенная платформа, построенная либо на транспортном средстве, например грузовике, либо буксируемая за ним, являющаяся компонентом многих праздничных парадов, таких как Карнавал в Рио-де-Жанейро, Карнавал в Сан-Паулу, Парад дня благодарения от Macy’s в Нью-Йорке, Парад роз и т.д.

## История
Карнавальные платформы впервые были представлены в Средние века. Церкви использовали театральные повозки в качестве передвижных декораций для страстных пьес, а мастера из гильдий ремесленников строили театрализованные повозки для представления ремесла своей гильдии. Повозки растаскивали по всему городу, особенно во время Праздника Тела и Крови Христовых, когда использовалось до 48 повозок, по одной на каждое представление. Обычно в западных языках платформы называют «поплавками»(англ. Float), поскольку одни из первых платформ использовали баржи на Темзе для шоу лорд-мэра.

## Рекорд
Самой большой платформой, когда-либо участвующей  параде, была платформа длиной 35 м, представленная на Параде роз в 2012 году. На платформе представляли бульдога-серфингиста Тиллмана (и нескольких его друзей), занимавшихся серфингом в 24-метровом бассейне. Резервуар, вмещающий более 25 тысяч литров воды, был установлен на платформе весом более 45 000 кг. Собаки тренировались в течение трех месяцев перед дебютом на параде. В конструкцию платформы была включена специально разработанная «волновая» машина, которая каждую минуту создавала волну. Платформа побила предыдущий рекорд по длине шасси платформы, который был установлен в 2010 году тем же спонсором.

## Галерея
- Карнавальные платформы
- Платформа с надписью «Французский квартал» на карнавале Хьюстонского университета (1950-е)
- Карнавальная платформа с фигурами они на Фестивале «Аомори Нэбута» (2006)
- Платформа на Карнавале в Рио-де-Жанейро (2014)
- Карнавальная платформа в шествии на Кёльнском карнавале (2019)